# Ка де Леонарди (Модена)
Ка де Леонарди је насеље у Италији у округу Модена, региону Емилија-Ромања.
Према процени из 2011. у насељу је живело 60 становника. Насеље се налази на надморској висини од 88 м.